# Oulad M'Hamed
Oulad M'Hamed (en àrab أولاد امحمد, Ūlād Imḥammad; en amazic ⵡⵍⴰⴷ ⵎⵃⴰⵎⴷ) és una comuna rural de la província de Settat, a la regió de Casablanca-Settat, al Marroc. Segons el cens de 2014 tenia una població total de 10.187 persones.